# Beishizhou
Beishizhou (kinesiska: 北什轴, 北什轴乡) är en socken i Kina. Den ligger i den autonoma regionen Inre Mongoliet, i den norra delen av landet, omkring 38 kilometer sydväst om regionhuvudstaden Hohhot. Antalet invånare är 24222. Befolkningen består av 11 416 kvinnor och 12 806 män. Barn under 15 år utgör 12,0 %, vuxna 15-64 år 74 %, och äldre över 65 år 12,0 %.
Genomsnittlig årsnederbörd är 568 millimeter. Den regnigaste månaden är juli, med i genomsnitt 170 mm nederbörd, och den torraste är januari, med 3 mm nederbörd.